# Irish Independent
Irish Independent é um jornal originário da Irlanda, parte do grupo Independent News and Media.